# Ján Sokol
Ján Sokol (Jác, 1933. október 9. –) katolikus pap, nagyszombati érsek.

## Pályafutása
1957. június 23-án szentelték pappá. A levéltári iratok alapján együttműködött az állambiztonsági szervezettel, pénzbeli és tárgyi ajándékokat fogadott el. Sokol ezeket a vádakat visszautasította és perben állt a týždeň című lappal is rágalmazásért. A történészek szerint az iratok alapján megbízható és tudatos együttműködő volt. A rendőrség hűtlen kezelés ügyében is nyomozott, amit kapcsolatba hoztak azzal, hogy 1998-ban Sokol érsek állítólag volt tartótisztjének fél milliárd koronát utalt át. Az ügyben a Vatikán is vizsgálódott. A nyomozást 2016-ban leállították.

### Püspöki pályafutása
1988. május 19-én luni címzetes püspökké és pozsony-nagyszombati segédpüspökké nevezték ki. Június 12-én szentelte püspökké Francesco Colasuonno lengyelországi apostoli nuncius, Jozef Feranec besztercebányai és Pásztor János nyitrai püspök segédletével.
1989. július 26-án pozsony-nagyszombati érsekké nevezték ki. 2008. február 14-től 2009. április 18-i nyugalomba vonulásáig az átszervezett Nagyszombati főegyházmegye érseke.